# سقيفة صخرية

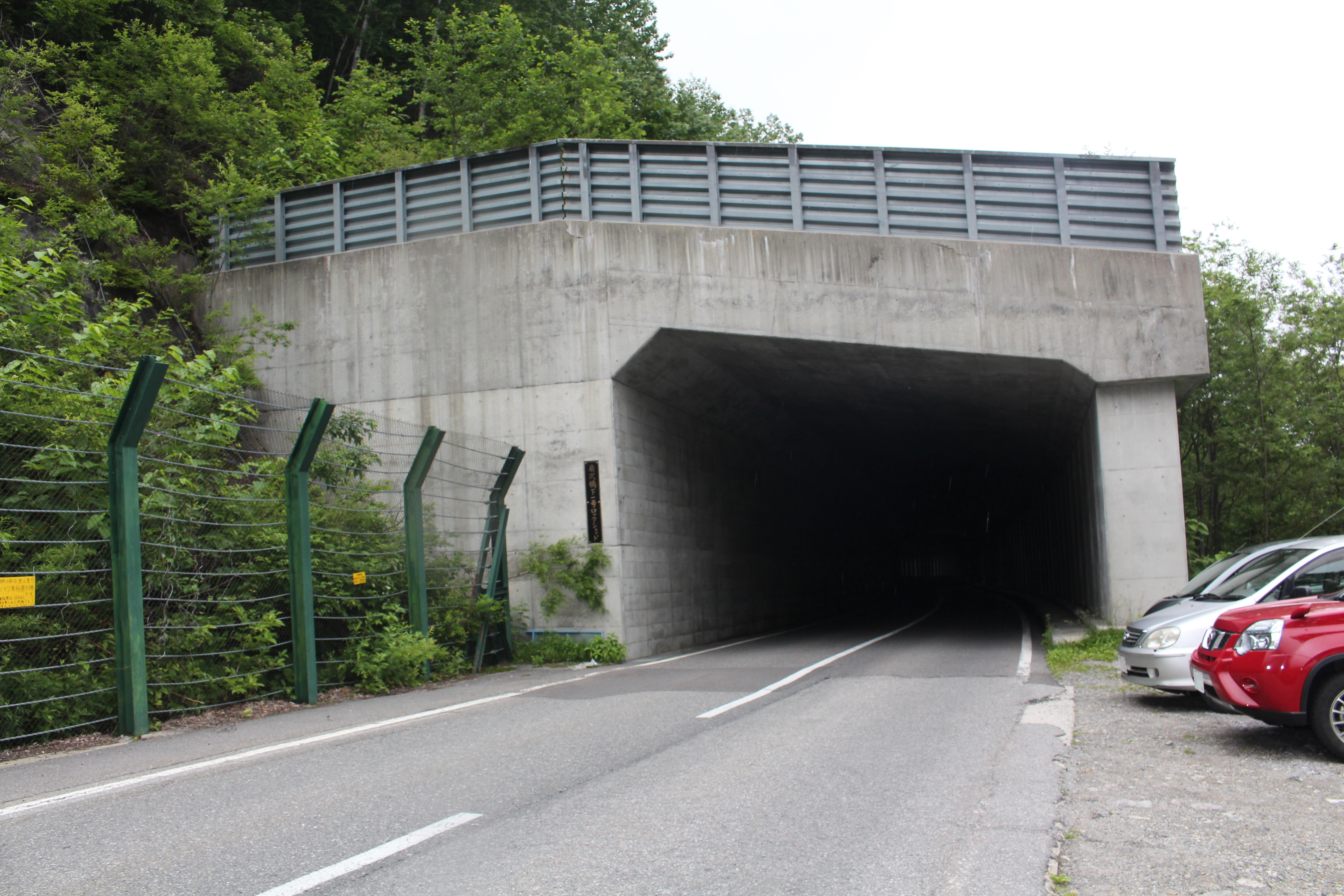
إلقاء الصخرة على طريق محافظة ناجانو، اليابان

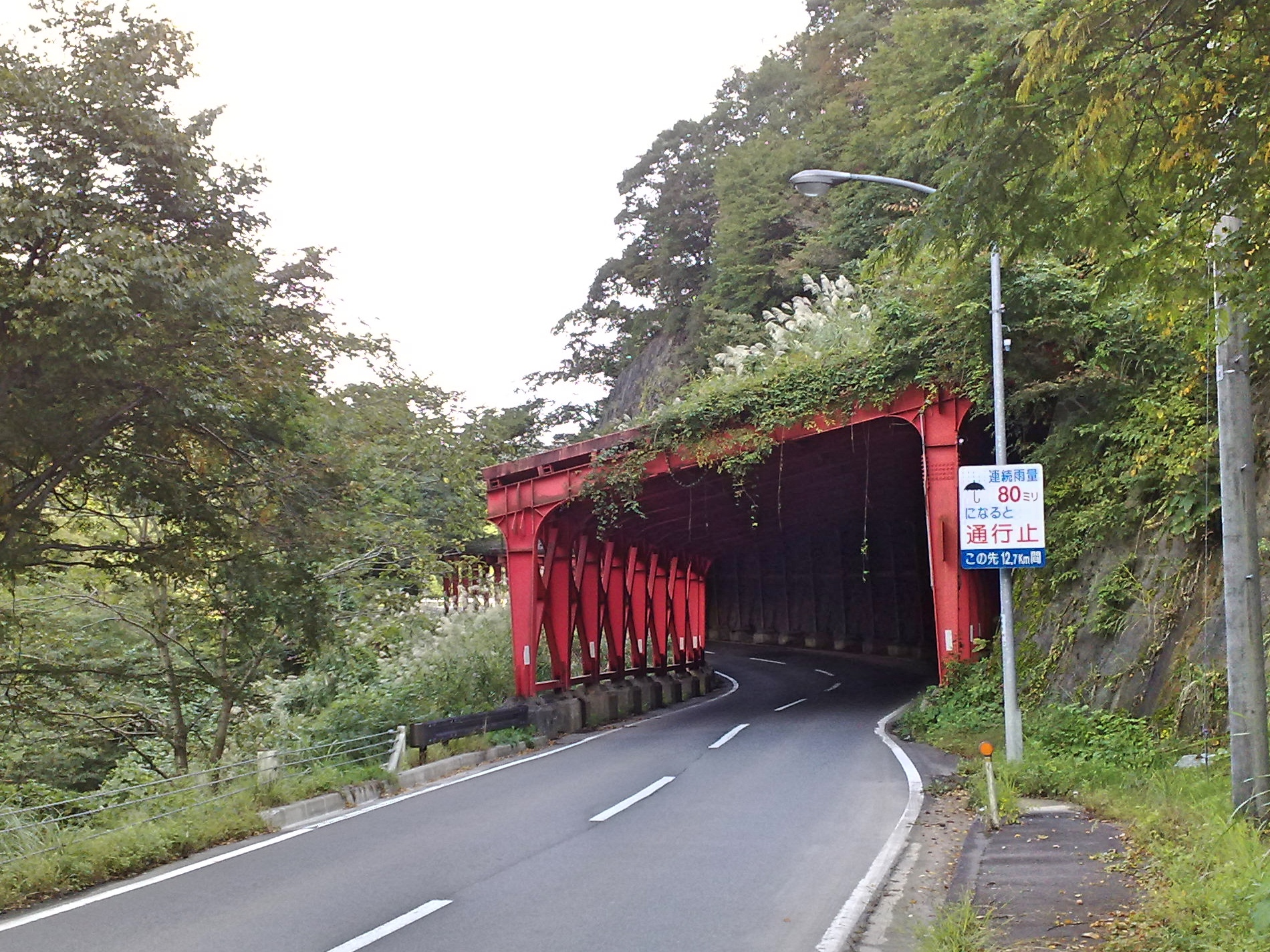
إلقاء الصخرة على طريق محافظة نيغاتا باليابان

سقيفة الصخور هو بنية في الهندسة المدنية يتم استخدامها في المناطق الجبلية حيث الانهيارات الصخرية والانزلاقات الارضية تخلق مشاكل إغلاق الطريق السريع. يتم بناء سقيفة صخرية على طريق يقع في مسار الشريحة. يتم استخدامها على
قدم المساواة لحماية السكك الحديدية. عادةً ما يتم تصميمها كغطاء خرساني مقوى ثقيل فوق الطريق، مما يحمي السطح والمركبات من التلف بسبب الصخور المتساقطة مع سطح مائل لتحويل المواد الانزلاقية خارج الطريق،  ولكن البديل هو تضمين طبقة ممتصة للصدمات فوق السقف.  يمكن رؤية استخدام آخر لهذا النوع من الهياكل لحماية الطريق A4؛ على الرغم من أنه تم إنشاؤه في المقام الأول للتخفيف من مخاطر سقوط الصخور من خط التماس من الحجر الجيري  إلا أنه يعمل أيضًا على الحماية ضد الأشياء أو الأشخاص الذين يسقطون من جسر كليفتون المعلق حيث يبلغ فرق الارتفاع حوالي 70 مترًا من الجسر إلى أسفل سيعطي وادي الخانق طاقة حركية كافية حتى لعنصر صغير نسبيًا لإحداث إصابة عند الارتطام.

## أمثلة عن حظائر الصخور
- حيث يمر تحت جسر كليفتون المعلق، بريستول، إنجلترا، شيد في عام 1980 طريق A4.
- في طريق ولاية كاليفورنيا 1 Pitkins Curve الذي تم بناؤه في عام 2014.

- Ferguson Rock Shed، لتصحيح إغلاق طريق ولاية كاليفورنيا 140بواسطة انهيار أرضي في عام 2006 ، ومن المتوقع الانتهاء في 2020.